# Segade (Boimorto)
Segade es una aldea española, actualmente despoblada, que forma parte de la parroquia de Dormeá, del municipio de Boimorto, en la provincia de La Coruña.

## Demografía
| Gráfica de evolución demográfica de Segade entre 2000 y 2018 |
|                                                              |
| Datos según el nomenclátor publicado por el INE.             |